# Garcinia baillonii
Garcinia baillonii är en tvåhjärtbladig växtart som beskrevs av Jean Baptiste Louis Pierre. Garcinia baillonii ingår i släktet Garcinia och familjen Clusiaceae. Inga underarter finns listade i Catalogue of Life.